# Melodifestivalen 2010

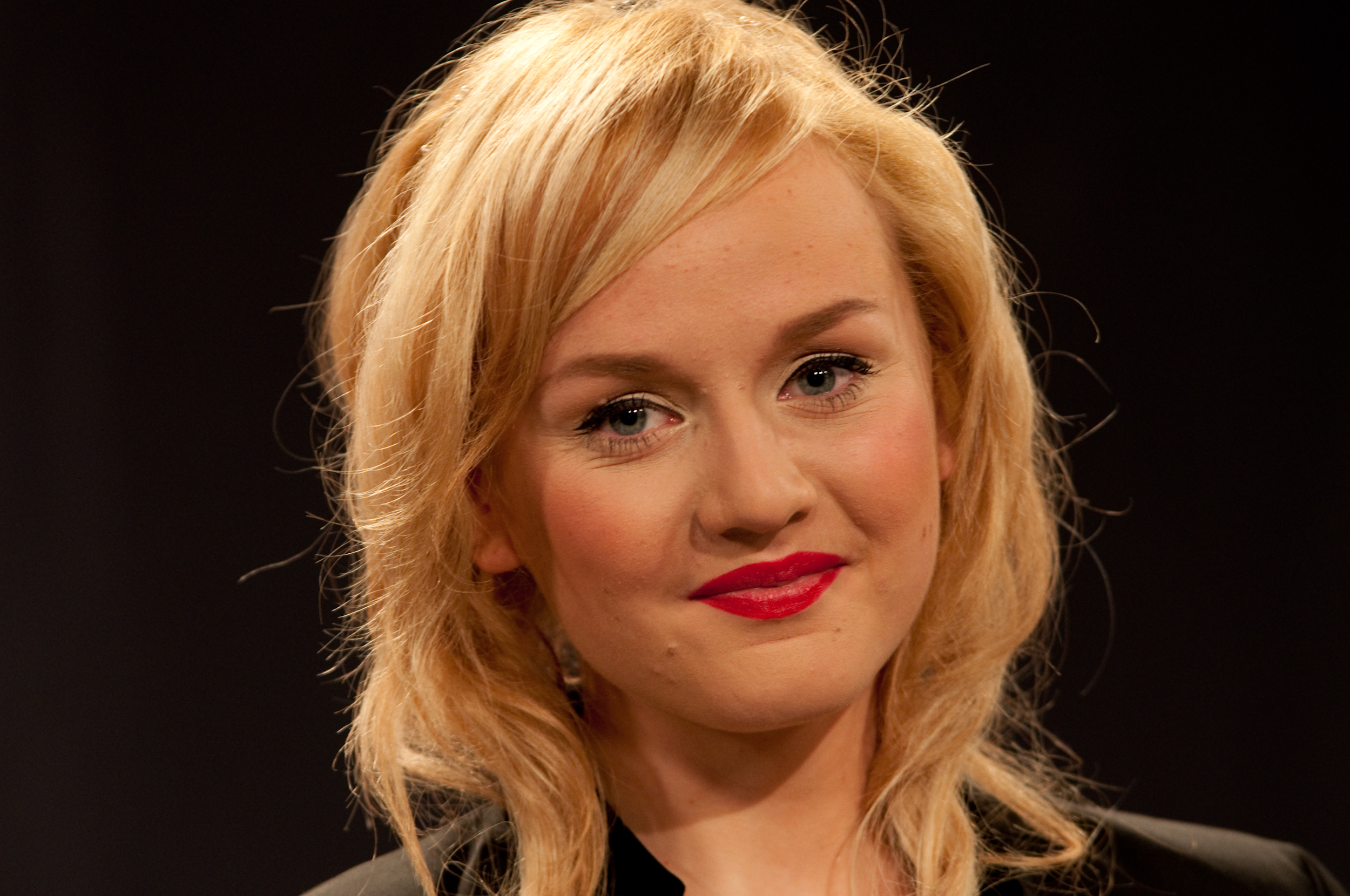
Anna Bergendahl 2009 en una conferencia de prensa para Melodifestivalen 2010.

Melodifestivalen 2010 fue un concurso de la canción sueca a cabo entre febrero y marzo de 2010. Fue la selección de la canción 50 para representar a Suecia en el Festival de Eurovisión, y fue la 49 ª edición del Melodifestivalen. Cinco semifinales se celebraron en las ciudades suecas de Örnsköldsvik, Sandviken, Gotemburgo y Malmö, con Örebro sede de la final Chansen Andra (Second Chance) todo el año.
Después de las cinco semifinales de 10 canciones se habían clasificado a la final del certamen, disputada en la capital sueca de Estocolmo, en el Globe Arena. Después de la votación de 11 jurados y un televoto pública había sido revelado, el ganador final fue Anna Bergendahl con la balada pop "This Is My Life ", que recibió la máxima puntuación del televoto pública, y segundo después de poner los votos de los 11 jurados .
El Melodifestivalen 2010, al igual que con las últimas ediciones del festival, en marcha una serie de nuevas normas que cambió la dinámica del concurso, incluyendo el nuevo "comodín web," la competencia, que tuvo lugar en el sitio web SVT de octubre a noviembre de 2009, la selección de la semifinal de final de obras presentadas en el sitio web de SVT.

## Reglas
La actual normativa Melodifestivalen se introdujo por primera vez en 2002 - cinco semifinales se celebran cada año: los primeros cuatro semifinales cada uno con 8 canciones, donde los dos mejores canciones directamente calificar a la final del concurso, mientras que el tercero y cuarto canciones colocado calificar a la final, semifinal, el Chansen Andra (Second Chance) todo el año. Ocho canciones competirán en la ronda de la Segunda Oportunidad, que compiten en un knock-out formato de hasta dos canciones se dejan, que califican a la final. Estas canciones son elegidos por un televoto pública celebrada en la noche del concurso. La final estuvo compuesta por 10 canciones, que se conceden puntos por 11 jurados regionales de Suecia, junto a televoto, con cada uno que abarca el 50% del resultado total.
28 canciones se seleccionan a partir de una convocatoria pública de canciones de SVT. Estos son elegidos entre un gran número de entradas, con más de 3.000 entradas que se reciba por SVT en concursos anteriores. Estas canciones se reducen por la Asociación Sueca de Editores de Música (musikförläggareföreningen Svenska; SMFF), que reducir este número a alrededor de 1.200 entradas [1] Un jurado de dieciséis de reducir este número una vez más a la final 28 canciones de la competencia.. Estas 28 canciones son a continuación, acompañado por composiciones de cuatro compositores invitados por SVT, que cada uno presente una canción en el concurso.
Para el concurso de SVT 2010 decidió cambiar partes del formato. Los duelos en las semifinales introducido en 2008 fueron abolidos. El sencillo "jurado internacional" utilizada en 2009, que seleccionó un finalista 11 y votado en la final como jurado 12, se suprimió también. Este fue sustituido por un cambio completo en la votación del jurado durante la final - en lugar de 11 jurados regionales habrá seis jurados internacionales en Rusia, Irlanda, Noruega, Grecia, Serbia y Francia el voto de los 10 finalistas junto con 5 jurados de Suecia en Luleå , Umeå, Gotemburgo, Malmö y Estocolmo.

### Cambios
- En 2010, fue permitido para enviar varias versiones de idioma de la misma pista que las entradas por separado.
- No nacionales de la sueca ahora podía presentar sus candidaturas a la selección comodín del concurso.
- Los espectadores podían usar sitio web de SVT a votar por el comodín por última vez en el concurso.

## Detalles
Seis diferentes ciudades sede de la muestra de seis Melodifestivalen, reveló el 27 de agosto de 2009. La apertura de la semifinal se llevará a cabo en el Centro de Fjällräven en Örnsköldsvik, más semifinales se celebraron en Göransson Sandviken Arena, la primera vez que la ciudad ha acogido a un Melodifestivalen semifinal, el Scandinavium de Gotemburgo y Malmö Arena en Malmö. La ronda de la segunda oportunidad fue en Conventum Örebro Arena, mientras que la gran final se celebrará una vez más en Globen de Estocolmo. Había planes para celebrar la final de 2010 en Gotemburgo, no obstante, como los partidos de hockey se enfrentaron con la fecha de la final fue necesario llevar a cabo la final en Estocolmo para el noveno año consecutivo.
Las fechas para los seis espectáculos fueron anunciados al mismo tiempo, con la primera semifinal celebrada el 6 de febrero de 2010, con la final del concurso celebrado el 13 de marzo, más de seis semanas.
El concurso de este año fue organizada por un trío: el comediante Christine Meltzer, dos veces Melodifestivalen participante Måns Zelmerlöw y el actor Dolph Lundgren. Los tres ejércitos se dieron a conocer en conferencia de prensa por SVT, el 10 de noviembre.

### Calendario
| Fecha       | Ciudad       | Recinto           | Heat                |
| ----------- | ------------ | ----------------- | ------------------- |
| 6 February  | Örnsköldsvik | Fjällräven Center | Semi-final 1        |
| 13 February | Sandviken    | Göransson Arena   | Semi-final 2        |
| 20 February | Gotemburgo   | Scandinavium      | Semi-final 3        |
| 27 February | Malmö        | Malmö Arena       | Semi-final 4        |
| 6 March     | Örebro       | Conventum Arena   | Segunda Oportunidad |
| 13 March    | Estocolmo    | Globen            | Final               |

### Diseño visual
El logotipo Melodifestivalen para el Concurso, los cinco focos, ha estado en vigor desde 2002, y se mantuvo en uso para el Concurso 2010. Los primeros detalles de la etapa de 2010, fueron liberados el 28 de enero. Por cuarta vez, el conjunto fue diseñado por Viktor Brattström, con la intención de dar la sensación de un ambiente de club. "Este año podemos presentar una escena que debería evocar la idea de un ambiente de club exclusivo de los niveles y ofrece escaleras artistas la oportunidad para la acción y la vinculación de la etapa en un lugar de la etapa celebrationThe utiliza diferentes alturas para permitir a los artistas a utilizar la etapa más eficaz para crear su propio número, y un amplio uso de LED para crear pantallas de diferentes estados de ánimo

## Participación
32 canciones competían en el Melodifestivalen 2010. 27 de ellos fueron seleccionados de una convocatoria pública de las canciones, en el que compositores público y los artistas pueden enviar canciones a SVT, hasta el 22 de septiembre de 2009. Cinco canciones fueron seleccionadas para competir en el concurso como comodines: SVT internos seleccionados cuatro equipos de composición de canciones y artistas para competir en el concurso, para diversificar la calidad musical del concurso, una última canción fue seleccionada a través de un "comodín web," la competencia, con la Público sueco seleccionar una canción de un acto desconocido para pasar a las semifinales.

### Comodines
Como desde 2004 ha SVT especialmente invitado a cuatro artistas y compositores para competir en el Melodifestivalen, a fin de diversificar el musical de calificar el concurso. Además de este concurso el año 2010 presentó un "comodín web," la competencia, en la que los compositores que no estaban vinculadas a las compañías discográficas podría publicar composiciones de más de dos semanas en septiembre y octubre de 2009, sobre SVT web Melodifestivalen. El ganador del comodín web, fue seleccionado por el público sueco a través del voto SMS, con la canción que recibió el mayor número de votos el 12 de noviembre que compiten en la televisión semifinales 
El comodín primera competencia en el Melodifestivalen 2010 fue revelada por SVT, el 3 de noviembre de 2009, con Darin seleccionados por SVT para llevar a cabo en el concurso con la canción "Out Of My Life", escrita por Tony Henrik Nilsson y Jansson. SVT reveló el ganador del concurso comodín web, el 12 de noviembre de 2009, sobre la mañana de SVT programa de noticias Sverige Gomorron. La canción ganadora fue "Come and Get Me Now", realizado por la niebla. El 5 de diciembre niebla y Björkman Melodifestivalen productor Christer se acercó a la banda más destacado, un particapant en el concurso Dansbandskampen, para unirse a la niebla en el escenario en el Melodifestivalen, que ellos aceptaron. 
El 16 de noviembre de 2009, Salem Al Fakir se anunció que el participante comodín en segundo lugar, y se anunció que tomaría parte con la canción "Keep on Walking", que él escribió y compuso él mismo. SVT reveló el comodín tercer MF 2010, el 3 de diciembre de 2009: Pedro Jöback fue seleccionado por SVT para competir en el concurso, en el que cantaba "hueco", compuesto por Anders Hansson y Fredrik Kempe.SVT 's comodín cuarto y último se anunció el 7 de enero de 2010. La cantante de soul Paulina Kamusewu competiría en la segunda semifinal del Melodifestivalen con la canción "Sucker for Love", escrita por ella misma y Fredrik "Fredro" Ödesjö, Levander Andreas y Johan "Jones" Wetterberg.
| Artista           | Canción                 | Semi-final   | Resultado de la semi-final |
| ----------------- | ----------------------- | ------------ | -------------------------- |
| Salem Al Fakir    | "Keep on Walking"       | Örnsköldsvik | Final – 1º sede            |
| MiSt & Highlights | "Come And Get Me Now"   | Sandviken    | Out – 7º sede              |
| Pauline           | "Sucker For Love"       | Sandviken    | Andra Chansen – 4º sede    |
| Darin             | "You're Out of My Life" | Gothenburg   | Final - 2º sede            |
| Peter Jöback      | "Hollow"                | Malmö        | Final - 2º sede            |

#### Comodines por internet
Web wildcardThe primer concurso comodín web para Melodifestivalen tuvo lugar entre septiembre y noviembre de 2009. Esto permitió a los nuevos talentos que promete una nueva manera de entrar en el Melodifestivalen en lugar de a través del proceso ordinario de presentación pública, en los que músicos aficionados rara vez éxito. Los músicos que no tienen o han tenido nunca ningún contrato con una editorial de música o no había ninguno de sus trabajos publicados podrían entrar canciones en página web de SVT Melodifestivalen 21 de septiembre al 4 de octubre. Desde el 14 de octubre hasta 12 de noviembre de 2009, las canciones de calificación fueron elegidos por voto SMS en Suecia, con la canción ganadora se decidió el 12 de noviembre de 2009 
246 canciones fueron presentadas en el comodín de Internet, con 180 seleccionados para competir en el concurso, después de descalificar a los que no cumplían con las normas de la contest.Over las semanas siguientes a las canciones de fondo en el público en votación SMS fueron eliminados del concurso, dejando 10 canciones de la izquierda 
- 14 de octubre de 2009 - los 180 de las entradas se pusieron a disposición para la votación
- 21 de octubre de 2009 - 100 entradas pasó a la siguiente ronda
- 28 de octubre de 2009 - 50 entradas pasó a la siguiente ronda
- 4-12 nov. 2009 - diez entradas que quedaban, uno se someterá a votación todos los días
- 12 de noviembre de 2009 - ganador anunciado

El 4 de noviembre, el diez mejores canciones fueron anunciados por SVT. Cada día, hasta el 11 de noviembre de 2009, una canción fue eliminada de la competición, con sólo tres canciones de la izquierda. El ganador fue anunciado el 12 de noviembre a las 8:45 de la mañana del programa de noticias de SVT Sverige Gomorron, con el dúo niebla (Mia Terngård Lebert y Stefan) ganar el concurso con la canción "Come and Get Me Now".
| Artista               | Canción                  | Compositor(es)                    | Posición | Fecha de eliminación |
| --------------------- | ------------------------ | --------------------------------- | -------- | -------------------- |
| MiSt                  | "Come and Get Me Now"    | Mia Terngård, Stefan Lebert       | 1        | Winner (12 November) |
| Jessica Friberg       | "Break Free"             | Jessica Friberg, Johannes Hansson | 2        | 12 de noviembre      |
| Adam Sandahl          | "Kärleken vänder allt"   | Adam Sandahl                      | 3        | 12 de noviembre      |
| Genjor McNell         | "My Kind of Love"        | Jörgen Frinell                    | 4        | 11 de noviembre      |
| Ingela Hemming        | "Love for People"        | Ingela Hemming                    | 5        | 10 de noviembre      |
| Mark                  | "I'll Make You Want Me"  | Mark Woznicki                     | 6        | 9 de noviembre       |
| Johan Skoog           | "När vi har landat"      | Johan Skoog, Martin Hägglund      | 7        | 8 de noviembre       |
| Siberia               | "Hot for the Night"      | Peter Månsson                     | 8        | 7 de noviembre       |
| Halla Viljhalmsdottir | "How"                    | Halla Vilhjalmsdottir             | 9        | 6 de noviembre       |
| Alrik Paulsson        | "Lite sex och lite spex" | Alrik Paulsson                    | 10       | 5 de noviembre       |

### Canciones descalificadas
El 14 de octubre de 2009 SVT reveló las primeras 27 entradas que había seleccionado el jurado, de un total de 2.860 presentaciones para el concurso. Sin embargo, el 15 de octubre de 2009, se anunció que "Never Heard of Him", compuesto por Figge Boström y Engh Anna, fue descalificada después de que apareciera brevemente en la página Figge Boström de MySpace. La canción fue reemplazado el 20 de octubre de 2009 por "You're Making Me Hot-Hot-Hot", escrita por Tobias Lundgren, Fransson Johan Larsson y Tim. El 27 de noviembre de 2009, la canción "porque en helvete enviado" fue descalificado por la televisión pública de Suecia, SVT, ya que la decisión sobre el artista para llevarla a cabo (Rikard Wolff, Sara Löfgren o Mathias Holmgren) estaba siendo obstruido por el equipo responsable para la canción. La entrada para reemplazar la canción fue descalificado de la canción "El Salvador" de Henrik Nilsson Janson y Tony.

## Semifinales
Las semifinales se celebraron el año pasado en Örnsköldsvik, Sandviken, Gotemburgo y Malmö. SVT emitió a los 13 artistas el 30 de noviembre de 2009, que realizó en la primera y la segunda semifinal. El 7 de diciembre de 2009, un 14 más de las entradas fueron puestas en libertad, que compitió en la tercera y cuarta semifinal.
SVT anunció la orden de ejecución para las semifinales, el 8 de enero de 2010. Ola Svensson abrió el concurso en la primera semifinal, y comodín Pedro Jöback cerrado las semifinales en la cuarta semifinal.
Nuevas medidas de voto en las semifinales se llevaron a cabo, con la canción de recibir el mayor número de votos en la primera ronda que califican automáticamente a la final, saltando la segunda ronda. Los 4 restantes luchó de nuevo por un lugar en la ronda final y Chansen Andra - el 2 º puesto la canción de clasificación a la final, y la 3 ª y 4 ª puesto canciones de progresar a Andra Chansen.

### Semifinal 1
La primera semifinal se celebró el 6 de febrero de 2010 en Fjällräven Centro, Örnsköldsvik. Uno de los videoclips minuciosos de las ocho canciones en competencia fueron publicados por SVT, el 5 de febrero. 
La primera semifinal comenzó con la actuación de las ex-concursantes del Melodifestivalen: Charlotte Perrelli, Nanne Grönvall y Sonja Alden de la canción de Bonnie Tyler "Holding out for a Hero". 
La primera actuación de la noche fue por Andra Chansen participante en el Melodifestivalen 2008. Ola Svensson, y su canción "Unstoppable", una canción uptempo Europop. Ola, vestido con ropa casual, fue acompañado por un pianista, y ofreció una actuación simple con uso eficaz de la luz, el movimiento y más tarde con pirotecnia. Jenny Plata fue el siguiente en el escenario, interpretando su número de lento ritmo electrónico "A Place to Stay". Silver fue vestida con un corsé dorado y un guante de acero único en su brazo izquierdo, y actuó solo en el escenario de luces en el fondo. Linda Pritchard realizó su canción "Your're Making me hot-hot-hot", un número de baile fuerte, al lado en el escenario. Pritchard se le unieron en el escenario por seis bailarines respaldo femenino, con el baile general, al ser parte integrante de su puesta en escena. Banda de metal Pain of Salvation fue el siguiente en el escenario, interpretando "Road Salt", una canción de rock lento. La banda estaba vestido con ropa casual y le dio una interpretación minimalista, con sólo voz y teclado resultados y los restantes miembros de la banda no tocaron. 
El quinto acto para tomar el escenario en Örnsköldsvik fue Anders Ekborg y "El Salvador", con un comienzo operístico y teatral, que da paso más rock-ish. Ekborg, vestido con un traje, fue acompañado por seis coristas femeninas / bailarines. Jessica Andersson, que representó a Suecia en el Festival de Eurovisión 2003 como miembro de la Fama el próximo subió al escenario con "I Did It for Love", una balada fuerte. Andersson realizó solo en el escenario con un vestido azul marino, y la canción llega a un clímax grandes durante los coros, antes de terminar poco a poco. El penúltimo acto fue Frispråkarn y su canción Rap "Singel" (Single), la primera canción a cabo en Suecia en el concurso, se unió en el escenario por seis bailarines respaldo mujeres / cantantes vestidas de negro. El acto final en el escenario fue comodín entrada Salem Al Fakir y su canción "Keep on Walking". Al Fakir realizarse de forma aislada sobre la reproducción de las etapas, desde un piano de cola, vestido con un traje gris, con el cambio de colores de un lugar destacado en las pantallas de nuevo y el piso y en las teclas del piano. 
Después de la final de la primera ronda de votación Jenny Plata, Frispråkarn y Ekborg Anders fueron eliminados de la competición después de conseguir el menor número de votos, llegando séptimo octavo y sexto respectivamente. Además Salem Al Fakir avanzó a la final, después de haber entrado por primera vez en el televoto, dejando a los otros cuatro actos de competir por los puestos restantes en la siguiente ronda. 
Ola Svensson, Pritchard Linda, Pain of Salvation y Jessica Andersson competirá nuevamente en la segunda ronda de televoto de los últimos lugares. Al final del televoto Ola Svensson fue seleccionado para pasar a la final, mientras que Pain of Salvation y Jessica Andersson calificados para la ronda Andra Chansen. 
SVT experimentado problemas técnicos que se transmiten las primeras semifinales en alta definición. Los primeros 30 minutos de la serie se emite en resolución normal, y después de esto se corrigió hubo interferencias de audio en HD, que afectó a la emisión de la "Ruta de la Sal" en alta definición. Sin embargo, SVT optado por dar "Ruta de la Sal" 10 segundos más en el resumen de la primera canción.
| # | Artista           | Canción                                               | Letra (l) / Música (m)                                                                             | Votos   | Votos   | Lugar | Resultados          |
| # | Artista           | Canción                                               | Letra (l) / Música (m)                                                                             | Ronda 1 | Ronda 2 | Lugar | Resultados          |
| - | ----------------- | ----------------------------------------------------- | -------------------------------------------------------------------------------------------------- | ------- | ------- | ----- | ------------------- |
| 1 | Ola Svensson      | "Unstoppable" (Imparable)                             | Dimitri Stassos (m & l), Alexander Kronlund (m & l), Hanif Sabzevari (m & l), Ola Svensson (m & l) | 44 796  | 64 601  | 2     | Final               |
| 2 | Jenny Silver      | "A Place to Stay" (Un lugar para quedarme)            | Torben Hedlund (m & l)                                                                             | 6 970   | —       | 8     | Descalificado       |
| 3 | Linda Pritchard   | "You're Making Me Hot-Hot-Hot" (Tú me pones caliente) | Tobias Lundgren (m & l), Johan Fransson (m & l), Tim Larsson (m & l)                               | 27 482  | 34 609  | 5     | Descalificado       |
| 4 | Pain of Salvation | "Road Salt" (Camino de sal)                           | Daniel Gildenlöw (m & l)                                                                           | 28 457  | 46 788  | 4     | Segunda Oportunidad |
| 5 | Anders Ekborg     | "The Saviour" (El salvador)                           | Henrik Janson (m & l), Tony Nilsson (m & l)                                                        | 26 044  | —       | 6     | Descalificado       |
| 6 | Jessica Andersson | "I Did It for Love" (Lo hice por amor)                | Lars "Dille" Diedricson (m), Kristian Wejshag (l)                                                  | 45 622  | 57 629  | 3     | Segunda Oportunidad |
| 7 | Frispråkarn       | "Singel" (Solo)                                       | Hamed K-One Pirouzpanah (m), Håkan Bäckman (l)                                                     | 13 592  | —       | 7     | Descalificado       |
| 8 | Salem Al Fakir    | "Keep on Walking (Sigo caminando)"                    | Salem Al Fakir (m & l)                                                                             | 47 047  | —       | 1     | Comodín Final       |